# Computer Task Group
Computer Task Group Incorporated („CTG“) ist eine börsennotierte Aktiengesellschaft (NASDAQ: CTGX), die IT-Personaldienstleistungen und IT-Outsourcing anbietet (STBox Testing Methodologie, Testing-Consultants, Testing-Ingenieure), mit Schwerpunkt Testen von Applikationen. CTG wurde 1966 von Randolph A. Marks und G. David Baer in Buffalo, New York gegründet. 1969 wurde das Unternehmen in eine Aktiengesellschaft umgewandelt.
Neben dem Hauptsitz in den USA und dortigen Zweigniederlassungen verfügte CTG über Landesgesellschaften in Belgien, Luxemburg, den Niederlanden, Großbritannien und Deutschland. Im September 2007 hat das Unternehmen weltweit mehr als 3.300 Mitarbeiter beschäftigt. Der Geschäftsbetrieb in Deutschland wurde 2008 wieder aufgegeben, der in den Niederlanden schon 2004.